# Oripoda angolensis
Oripoda angolensis är en kvalsterart som först beskrevs av Balogh 1963.  Oripoda angolensis ingår i släktet Oripoda och familjen Oripodidae. Inga underarter finns listade i Catalogue of Life.